# As-Suwajda (Hama)
As-Suwajda (arab. السويدة) – miejscowość w Syrii, w muhafazie Hama. W 2004 roku liczyła 2703 mieszkańców.